# Marçal Abella Brescó
Marçal Abella Brescó   (Barcelona, 1960) és un humorista gràfic català.
Va començar la seua carrera com a autor de còmic als anys 80, treballant pel comicup studio produint historietes de Disney per als mercats danés i italià.
Per al mercat català ha publicat la sèrie The pope al dominical del diari La Mañana, on des de setembre de 1997 fins al 1999, parodiava la vida d'un sant pare una mica inusual. Posteriorment al mateix diari va publicar la tira Els Farrús i un acudit diari d'actualitat política amb el nom La Marçalada. També va publicar il·lustracions a Egmont de Copenhague, Ehapa d'Stuttgart, Mondadori de Milà, Edimonde de París. Ha impulsat la Festa del Llibre Gegant d'Alpicat. El 2003 va guanyar el primer premi del concurs Espirito de humor 2003 a Lousa (Portugal). Fou president de l'ONG Alpicat Solidari. Així mateix, ha estat regidor de cultura de l'Ajuntament d'Alpicat durant la legislatura 2003-2007. El 2023 va publicar Estacions de Lleida. Quadern de viatge (Pagès Editors) amb dibuixos de les estacions de ferrocarril lleidatanes.